# 무플런
무플런(mouflon, Ovis orientalis)은 소과에 속하는 야생 양의 일종이다. 무플런(O. orientalis) 개체군은 크게 무플런군(mouflons, orientalis group)과 우리알군(urials, vignei group)으로 나눌 수 있다. 무플런은 현존하는 모든 가축 양 종의 두 종류의 선조 중 하나이다. 현재, 무플런은 캅카스와 코르시카, 사르데냐, 이라크 북부와 동부, 이란과 아르메니아 북서부에서 서식한다. 다자란 수컷에게만 뿔이 있다.  천적은 스라소니와 늑대, 불곰 그리고 사람이다.